# 71.
◄ | 1. stoljeće pr. Kr. | 1. stoljeće | 2. stoljeće | ►
◄ | 40-ih | 50-ih | 60-ih | 70-ih | 80-ih | 90-ih | 100-ih | ►
◄◄ | ◄ | 68. | 69. | 70. | 71. | 72. | 73. | 74. | ► | ►►
Astronomija • Književnost • Kršćanstvo
To je bila redovna godina koja je počela u četvrtak po julijanskom kalendaru.

## Smrti
- Liu Ying, kineski carević iz dinastije Han.

## Vanjske poveznice
|  | Zajednički poslužitelj ima još gradiva o temi 71. |